# Suchona
La Suchona (in russo Сухона?, anche traslitterato come Sukhona o Suhona) è un fiume della Russia europea centrale, braccio sorgentifero di sinistra della Dvina Settentrionale. Scorre nell'Oblast' di Vologda.

## Descrizione
Nasce dal lago Kubenskoe, nella parte occidentale dell'oblast' di Kostroma della quale drena quasi interamente la sezione centrale e orientale scorrendo con direzione est-nordest, in un paesaggio prevalentemente piatto con zone paludose; nei pressi della cittadina di Velikij Ustjug si incontra con lo Jug per formare la Dvina Settentrionale.
Gli affluenti più importanti sono: Dvinica, Uftjuga, Verchnjaja Ërga, Nižnjaja Ërga dalla sinistra idrografica; Vologda, Leža e Tolšma dalla destra.
Il regime del fiume è simile a quello degli altri fiumi russi; il periodo di magra estivo è tuttavia poco accentuato, data la bassa evaporazione susseguente al clima estivo piuttosto fresco e piovoso. Il valore medio annuale di portata, a breve distanza dalla foce, è di 456 m³/s, ma nasconde valori estremi che possono oscillare tra 18 e 6.500. Il periodo di gelo va, all'incirca, da novembre a fine aprile.
Oltre alla già citata Velikij Ustjug, altre città di rilievo toccate dal fiume sono Tot'ma e Sokol. Il bacino idrografico del fiume è collegato tramite canali navigabili al mar Baltico, al mar Bianco e al Volga.

## Storia
Dopo essere arrivato a Vologda per ferrovia, Kandinskij risalì il fiume Suchona per addentrarsi nel territorio dei komi, che descrisse come "un altro mondo", come "un paese delle fate" dove "ogni atto è accompagnato da segreti rituali magici" (P. Weiss, Kandinsky and Old Russia, New Haven 1995). "Là imparai come guardare all'arte, come muovermi nel quadro e vivere in esso" (Kandinskij, Sguardo sul passato, in Tutti gli scritti, Feltrinelli, Milano 1974, vol. II, p. 161).